# 1+1 International (Канада)
Tonis (Тоніс) — канадський україномовний платний телевізійний канал, що належав групі «Ethnic Channels Group (ECG)».
Канал транслював різноманітні програми, переважно від «Тоніс», включно з новинами, спортивними, культурними програми та ток-шоу.

## Історія

### Inter+ (Інтер+)
У вересні 2003 року «Ethnic Channels Group» отримала дозвіл Канадської комісії з питань радіотелебачення та телекомунікацій на запуск телевізійного каналу під назвою «Ukrainian TV One», яке характеризується як «національно-етнічна спеціалізована телевізійна Категорія 2, яка надає програмування переважно українською мовою».
23 червня 2004 року Ethnic Channels Group запустила «Inter +» (Інтер +) за допомогою ліцензії «Ukrainian TV One». Програма мовлення «Inter +» переважно була від телеканалу «Інтер».

### Channel 5 (5 канал)
У вересні 2005 року «Ethnic Channels Group» переназвала «Inter +» на «Channel 5» (5 канал), що транслював програму з українського телеканалу новин «5 канал».

### 1+1 International
У червні 2006 року, намагаючись збільшити передплату на канал, «Ethnic Channels Group» ребрендувала «Cnannel 5» на «1+1 International», який транслював програму з «1+1 International», українськомовного телеканалу з України. «1+1 International» була міжнародною програмою телевізійного мовлення зі Студії 1+1 для українських громад за межами України. Канал транслював різноманітні програми, включаючи новини, документальні фільми, ток-шоу тощо.

### Tonis (Тоніс)
Восени 2008 року український канал «1+1 International» більше не був доступний у Північній Америці. На той час «Rogers», найбільший на той час канадський провайдер телевізійних послуг, відмовився від канадського каналу зі своєї лінійки через низьку кількість підписок. Внаслідок цього «Ethnic Channels Group», знову ж таки, перейменувала канал на «Tonis» (Тоніс). Канал транслював програму від «Tonis».
У лютому 2009 року «Aurora Cable» і «Telus TV», єдині на той час інші оператори каналу, відмовилися від своїх лінійок, зробивши цей канал більше не доступним.

## Логотипи
| 2004 — 2005 | 2005 — 2007 | 2007 — 2008 | 2008 — 2009 |
| ----------- | ----------- | ----------- | ----------- |